# مسجد جامع محمدآباد جرقویه
مسجد جامع محمدآباد جرقویه مربوط به دوره قاجار است و در شهرستان جرقویه، محمدآباد، بلوارامام خمینی، کوچه حسینیه واقع شده و این اثر در تاریخ ۲۴ اسفند ۱۳۸۳ با شمارهٔ ثبت ۱۱۵۵۰ به‌عنوان یکی از آثار ملی ایران به ثبت رسیده است.